# State of Independence
State of Independence ist ein Lied des Duos Jon & Vangelis aus dem Jahr 1981, der zunächst als Bestandteil des Albums "The Friends of Mr Cairo" und im Juli 1984 auch als Single veröffentlicht wurde. Das Stück erlangte erst 1982 in der Version von Donna Summer größere Bekanntheit und größeren Erfolg.

## Original von Jon & Vangelis (1981)
Die Originalaufnahme des Titels entstand 1981 in den Davout Studios (Paris) sowie in den Nemo Studios (London) während der Arbeiten an dem Album "The Friends of Mr Cairo". Die verantwortlichen Toningenieure waren Roger Roche (Davout Studios) und Raine Shine (Nemo Studios). Produziert und arrangiert wurde das Stück von Vangelis, der auch für die Programmierung und Bedienung der verwendeten Synthesizer verantwortlich war. Die britische Sängerin Carol Kenyon übernahm den Hintergrundgesang. Als weiterer Gastmusiker war der britische Saxophonist und Flötist Dick Morrissey beteiligt. Der spirituell geprägte Songtext wurde teilweise improvisiert. 
Zu der Entstehung des Titels wird Jon Anderson in dem Buch "Vangelis: The unknown Man" des Autors Mark J.T. Griffin zitiert:

„Der Rhythmus begann, und ich fing an, in die Hände zu klatschen, und bekam ein richtiges Hochgefühl ... Ich sang alle möglichen Dinge, die mir einfielen, und sang seltsame Ideen, auf die ich nicht einmal gekommen wäre. ... Das ging vielleicht 20 Minuten lang so. ... Es war eine freudige Erfahrung ... Der Song heißt 'State of Independence', denn unabhängig zu sein bedeutet, völlig frei zu sein und in etwas einzutauchen, das einen umgibt, und genau das ist es, was der Song wurde.“

Nachdem der Titel nach der Erstveröffentlichung nicht in die Verkaufslisten gekommen war, erreichte er nach einer Neuveröffentlichung im Jahr 1984 Platz 67 der "UK Single Charts".

## Version von Donna Summer (1982)
Während der Aufnahmesessions zu Donna Summers Album "Donna Summer", die zwischen Dezember 1981 und April 1982 bei Westlake Audio, Ocean Way Recording sowie Allan Zentz Recording stattfanden, entstand auch die von Quincy Jones produzierte Version des Titels.
Bei der Produktion orientierte sich Jones an den Stilmitteln und Merkmalen des Post-Disco und engagierte neben dem Toningenieur Bruce Swedien auch viele Künstler, mit denen er bereits häufig zusammengearbeitet hatte, darunter unter anderem Ndugu Chancler, Paulinho da Costa und Steve Porcaro. 
Gemeinsam mit David Paich, Rod Temperton und Greg Mathieson überarbeitete er das Arrangement und stellte für die Chor-Partien einen "All Star Choir" zusammen, in dem unter anderem Lionel Richie, Dionne Warwick, Michael Jackson, Brenda Russell, Christopher Cross, James Ingram, Kenny Loggins, Michael McDonald und Jones selbst mitwirkten.
Die Aufnahme von Donna Summer wurde in den 1990er Jahren in unterschiedlichen Remix-Versionen veröffentlicht, die sich durch Elemente von Stilrichtungen wie House und anderen erheblich vom Original unterscheiden.
- N-R-G Mix (1990; Remix: Andy Dean, Ben Wolff; Dauer: 5:38)
- New Bass Mix (1990; Remix: Andy Dean, Ben Wolff; Dauer: 6:01)
- New Bass Mix Edit (1990; Remix: Andy Dean, Ben Wolff; Dauer: 4:12)
- Creation Mix (1996: Remix: Alessandro Sommella, Domenico "GG" Canu, Jerome Stokes, Ricky Rinaldi, Sarah Washington, Sergio Della Monica; Dauer: 5:46)
- Cuba-Libre-Mix (1996; Remix: Oscar Gaetan, Ralph Falcon; Dauer: 6:30)
- DJ Dero Vocal Mix (1996: Remix: Alejandro und Nicolas Guerrieri, Ezequiel Dario "DJ Dero" Szmuszkowiez; Dauer: 8:20)
- Jules & Skins Vocal (1996; Remix: Julius O’Riordan, Michael Skins; Dauer: 6:24)
- Murk Club Mix (1996; Remix: Oscar Gaetan, Ralph Falcon; Dauer: 8:25)
- Murk-A-Dub-Dub (1996; Remix: Oscar Gaetan, Ralph Falcon; Dauer: 6:30)
- New Radio Millennium Mix (1996; Remix: Phil Ramacon; Dauer: 5:03)